# Renaissance-Bidenhänder

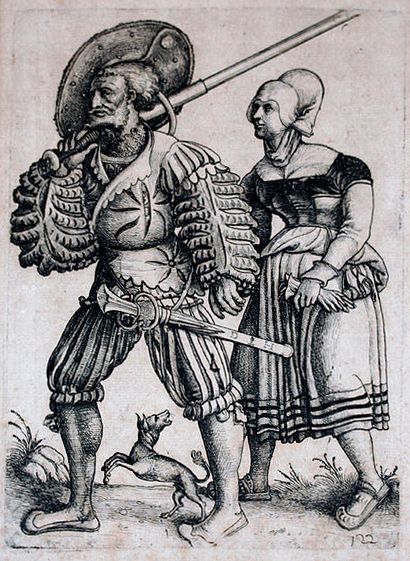
Landsknecht mit Frau, der Mann trägt einen Zweihänder über der Schulter und einen kleineren Katzbalger am Gürtel.

Als Renaissance-Bidenhänder, auch Bidenhänder, Bidhänder, Zweihänder, Zweihandschwert oder Flamberge, bezeichnet man Schwerter des ausgehenden Spätmittelalters und der Renaissance mit langem Gehilz von ca. 40–50 cm und mehr, die für den zweihändigen Gebrauch gedacht waren. Exemplare des frühen 16. Jahrhunderts wogen meist weniger als drei Kilogramm.

## Typologie
Der Bidenhänder ist ein Zweihandschwert, typologisch aber vom Langen Schwert abzugrenzen.
Wie bei allen Blankwaffen vorindustrieller Produktion treten auch bei den Zweihändern verschiedene Varianten auf, die sich mitunter stark voneinander unterscheiden. Bekannte und häufig mit dem Begriff verbundene Bidenhänder-Varianten waren unter anderem das schottische Claymore der Frühen Neuzeit oder das Richtschwert. Die vom 14. Jahrhundert an auftretenden Schwerter mit ebenfalls langem Gehilz, aber kürzerer Klinge, welche zum Teil wahlweise ein- oder zweihändig geführt werden konnten, werden heute Anderthalbhänder genannt.
Der klassische Bidenhänder besaß eine sogenannte Fehlschärfe (einen ungeschliffenen, stumpfen Bereich) am unteren Ende der Klinge, die zusätzlich mit Leder umwickelt sein konnte. Dadurch konnte die rechte Hand vor die Parierstange greifen (Daumen Richtung Parierstange) und so den Griffhebel verbessern, was vor allem beim Kampf gegen Stangenwaffen Verwendung fand. Der Bologneser Fechtmeister Achille Marozzo aus dem 16. Jahrhundert zeigt diesen Griff speziell in seiner Hut gegen Stangenwaffen. Vor der Fehlschärfe war die Klinge mit sogenannten „Parierhaken“ (auch „Parierdornen“ genannt) versehen, um bei einer Waffenanbindung die gegnerische Waffe früher auf der Klinge abzufangen. Dies gewährleistet einen besseren Schutz der vorderen Hand und bringt zugleich Vorteile in der Kontrolle der gegnerischen Waffe.
Im Gegensatz zu kürzeren Schwertern wie dem Katzbalger oder dem Schweizer Degen trug man den Bidenhänder nicht in einer Scheide, sondern ähnlich einer Hellebarde blank über der Schulter.
Im Friesischen Museum von Leeuwarden wird ein 2,13 m langer und 6 kg schwerer Zweihänder aufgebaut, der dem Krieger Pier Gerlofs Donia gehört haben soll.

## Verwendung

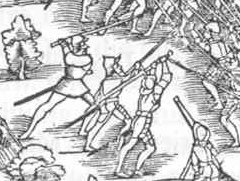
Einsatz von Zweihändern gegen eine Pikenformation in der Schlacht von Kappel (1531, Darstellung von 1548)

Zweihändig geführte Schwerter entstanden im 14. Jahrhundert als Reaktion auf die verbesserte Leibpanzerung. Sie erlebten im späten Mittelalter eine wahre Blüte und nahmen an Länge ständig zu, bis schließlich in der Renaissance der allgemein als solcher bekannte Bidenhänder in Verwendung kam. Sie wurden vorwiegend von Landsknechten unter Maximilian I. eingesetzt. Vermutlich war gegen Pikeniere, Hellebardiere, Lanzenträger und berittene Gegner die hohe Reichweite eines Bidenhänders vorteilhaft.
Landsknechte, die im Kampf mit dem Bidenhänder geschult waren, erhielten im spätmittelalterlichen Deutschland von den Marxbrüdern (Marxbruderschaft) den Meisterbrief vom langen Schwert, bekamen den doppelten Sold und wurden daher oft als Doppelsöldner bezeichnet. Nach dem heutigen Stand der Forschung waren sie für gewöhnlich hinter den Pikenieren aufgestellt und griffen erst ins Kampfgeschehen ein, wenn die Spießer bereits aufeinandergetroffen waren (siehe: Verlorener Haufen). In diesem Sinne kam ihnen eine ähnliche Aufgabe zu wie den Schweizer Hellebardieren oder den spanischen Rundtartschiern, nämlich den Kampf zu führen, nachdem die gegnerische Formation aufgebrochen war (siehe Hans Delbrück: Geschichte der Kriegskunst). Gleichzeitig bildete eine Abteilung von Doppelsöldnern mit Bidenhändern jeweils die Schutzmannschaft der Fahnen.
In dieser Gardefunktion erhielt sich der Zweihänder auch noch, als er ab dem ausgehenden 16. Jahrhundert nach und nach aus dem Nahkampf verschwand. Die Bidenhänder entwickelten sich zu Zier- und Paradewaffen für Leibgardisten, die immer seltener für den tatsächlichen Gebrauch in der Schlacht gedacht waren.
Auch während des Dreißigjährigen Kriegs und das gesamte 17. Jahrhundert hindurch fanden Bidenhänder noch Anwendung im Kampf, auch wenn ihr Einsatz immer seltener und mehr und mehr auf Spezialanwendungen begrenzt stattfand. Noch 1711 beschreibt der Venezianer Giuseppe Colombani das Fechten mit dem großen Zweihänder, was zu dieser Zeit aber sicherlich schon als Anachronismus anzusehen ist.
Noch heute kommen in der Schweizergarde zwei Bidenhänder bei der Vereidigung neuer Rekruten zum Einsatz.

## Lokale Ausprägungen
Die im deutschen Sprachraum verbreiteten, vornehmlich von Landsknechten eingesetzten Bidenhänder wurden auch als Schlachtschwerter bezeichnet. Der Griff misst hier meist vier Handbreit oder mehr und ist in der Mitte häufig durch eine Verdickung in zwei Bereiche geteilt. Der Knauf ist verhältnismäßig klein und in der Regel birnenförmig. Die Parierstange ist zum Ort hin gebogen und weist neben ovalen Parierringen typische schneckenförmig eingerollte Zierenden auf. Ihr Querschnitt ist meist rund. Bei den Klingen handelt es sich um breite Mittelgratklingen mit parallelen Schneiden und zum Ort hin gebogenen Parierdornen.
Die Italienische Ausprägung bildet das Spadone a due mani oder kurz Spadone. Typisch ist hier das schlichtere Gehilz und die gerade Parierstange mit rautenförmigem Querschnitt. Die zum Ort hin schmaler werdende Klinge weist häufig eine oder mehrere Hohlkehlen auf und die Parierdornen sind als gerade Dreiecke ausgebildet. Zunächst ähnelte das Spadone noch sehr dem normalen zweihändigen Schwert, aus dem es um die Wende zum 16. Jahrhundert hervorging. Der Bologneser Achille Marozzo lehrt in seiner Opera Nova 1536 somit auch traditionell den Zweikampf Spadone gegen Spadone, zeigt aber auch in geringem Umfang Techniken gegen Stangenwaffen. Die Waffen sind hier bereits schulter- bis kinnhoch, weisen aber noch keine Parierringe auf. Ab der Mitte des 16. Jahrhunderts reicht das Spadone bereits bis zum Scheitel. In den folgenden Fechtlehren italienischer Meister wie Giaccomo DiGrassi (1570) und Francesco Alfieri (1653) wird deutlich, dass sich der Einsatzzweck bereits verschoben hat, und der Bidenhänder/das Spadone ab dem ausgehenden 16. Jahrhundert eine Waffe für spezialisierte Aufgaben darstellt, die insbesondere zum Einsatz gegen mehrere Gegner in der Schlacht oder bei einer Leibgarde gedacht ist.
Auf der iberischen Halbinsel findet sich als lokale Variante das Montante. Es ähnelt eher den italienischen Zweihändern, ist tendenziell aber etwas kürzer und leichter. Die Parierstangen haben zumeist einen runden Querschnitt, die Parierdornen sind (falls überhaupt vorhanden) eher klein. Auch beim Montante ist die Verwendung sehr spezialisiert. Neben dem Einsatz als Kriegswaffe ist hier insbesondere die Nutzung durch Leibgarden/Leibwächter zu nennen, die sich oft gegen eine Überzahl an Gegnern zur Wehr setzen mussten. Hierzu wurde das Montante, im Gegensatz zu anderen, leichteren Klingenwaffen, vermehrt in durchlaufenden Kreisbewegungen geführt. Eines der wichtigsten Werke zum Umgang mit dem Montante ist von Diogo Gomes de Figueyredo aus dem Jahr 1651 erhalten geblieben.
In Schottland war in den Highlands das sogenannte Claymore als zweihändige Schwertvariante verbreitet, in den Lowlands das eher dem Schlachtschwert ähnelnde, längere Slath sword mit Seitenringen oder Muschel-Stichblatt.
Als asiatische Entsprechungen zum Zweihänder kann man das japanische Ōdachi und das chinesische zweihändige shuangshou jian auffassen.

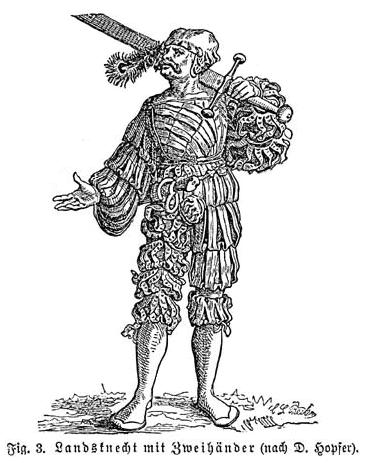
Landsknecht mit Zweihänder
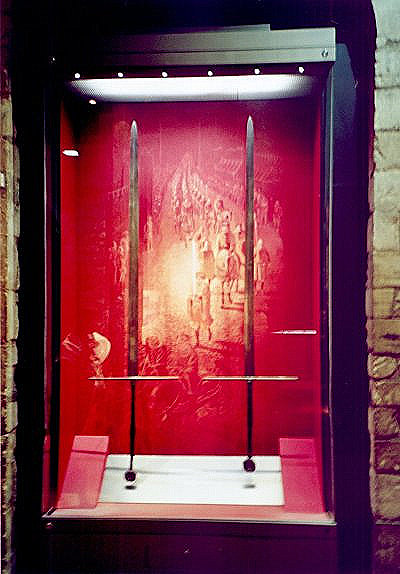
Große Zweihänderschwerter im White Tower des Tower von London
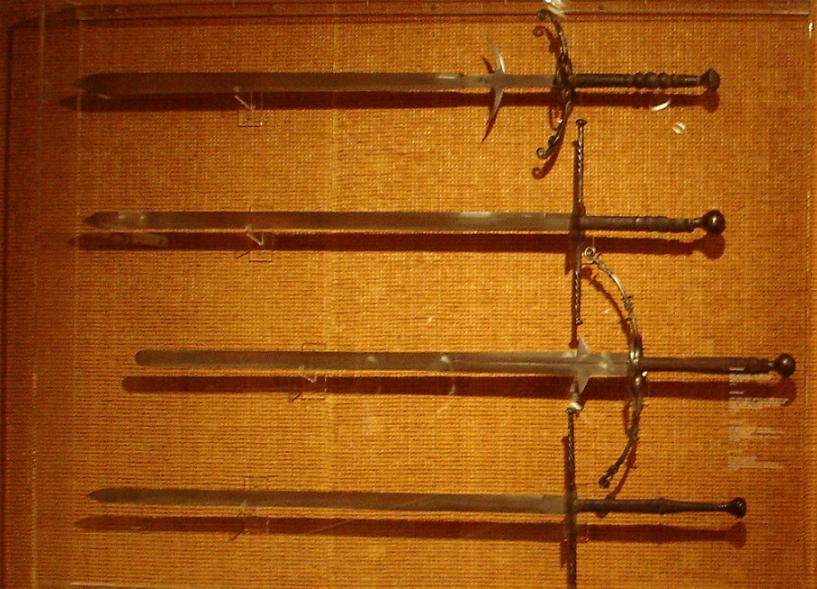
Vier Zweihänder, historisches Museum Basel